# Požeška Koprivnica
Požeška Koprivnica – wieś w Chorwacji, w żupanii pożedzko-slawońskiej, w mieście Pleternica. W 2011 roku liczyła 246 mieszkańców.